# Küstenwache der Republik Kroatien
Die Küstenwache der Republik Kroatien (kroatisch Obalna straža Republike Hrvatske) ist die Küstenwache der Republik Kroatien und ziviler Bestandteil der Kroatischen Kriegsmarine.
Die Aufgaben umfassen Meeresschutz (MARPOL u. a.), Fischereiaufsicht, Kontrolle der Sicherheit von Tankern und Ballastwasserkontrolle, Terrorismusabwehr, illegale Migrationsabwehr, Abwehr von Drogenschmuggel und Zollaufgaben.
Im bei Privatyachtbesitzern beliebten Seegebiet vor Kroatien wird bei Seenotfällen die Küstenwache alarmiert. Auf Grund einer Serie von Unfällen und Seenotfällen im Sommer 2011 unternahmen die kroatischen Behörden planquadratmäßige Kontrollen im Rahmen der Aktion Sicherheit auf See 2011. Allein bei der dritten Aktion um Zadar wurden 79 und in Split an die 100 Schiffe und Boote und deren Besatzungen überprüft. In einer anderen Aktion im Gebiet um Šibenik wurden 140 teils vorschriftwidrige Yachten angehalten und erhebliche Strafen verhängt.

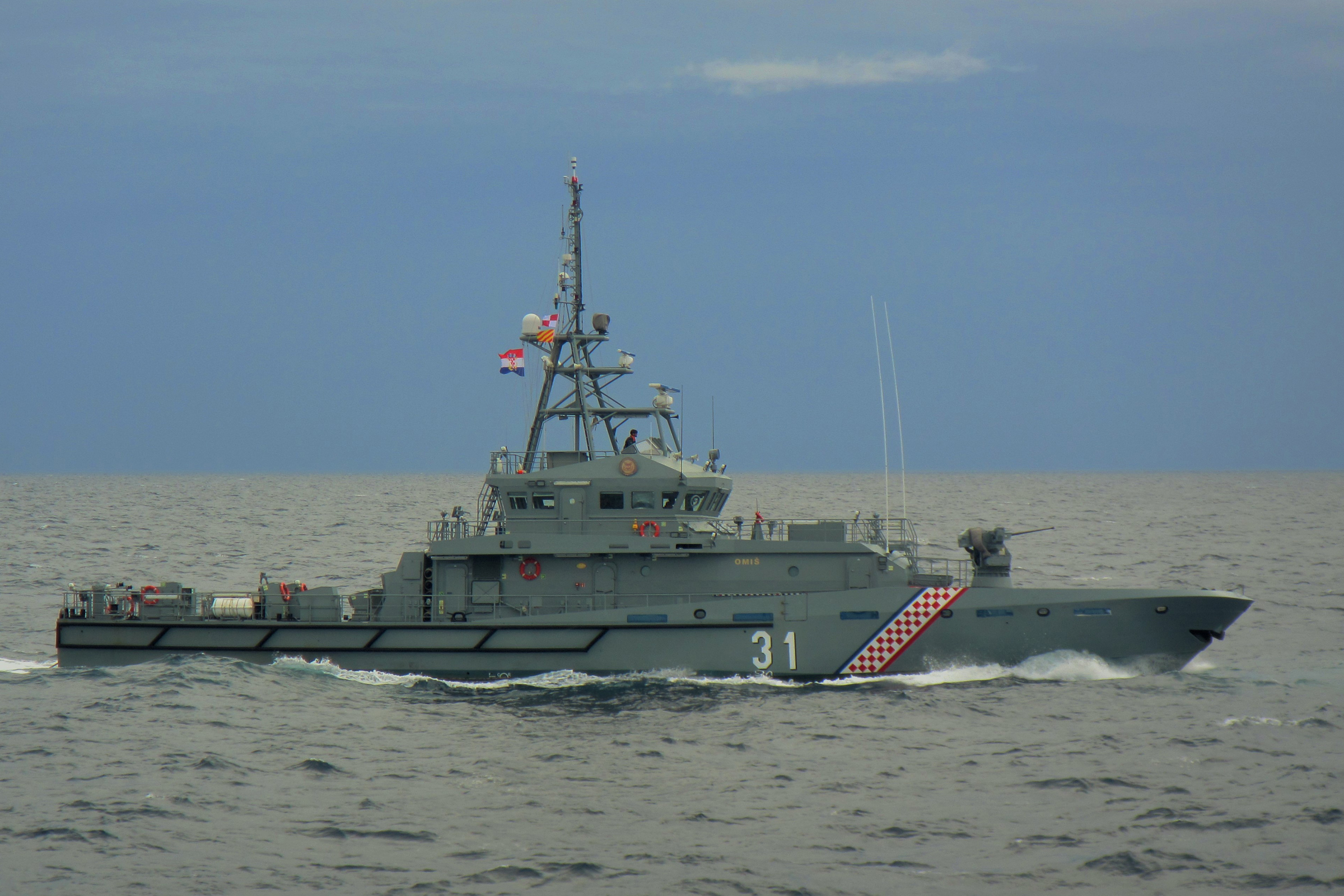
Grenzschutzboot Omiš (Obalni Ophodni Brod-31) Anno 2021 (Länge: 43,25 m, Bj. 2017)